# Wojciech Lemański
Wojciech Lemański, né le 2 septembre 1960  à Legionowo, est un prêtre polonais de l'Église catholique romaine, chroniqueur, blogueur, militant commémorant l'histoire des Juifs polonais. De 2006 à 2013, il est curé de la paroisse de la Nativité à Jasienica. En juillet 2014 il est nommé aumônier du Centre neuropsychiatrique de l'enfance et de la jeunesse de Zagórz avant d'être suspendu.

## Biographie
Après une scolarité secondaire achevée dans un lycée hôtelier, Wojciech Lemański fait des études au grand séminaire métropolitain de Varsovie (pl). Son mémoire de maîtrise de théologie morale est intitulé « Le chrétien face aux menaces du monde moderne à la lumière des enseignements de Vatican II ». Il est ordonné prêtre en 1987 par le Cardinal Glemp, archevêque de Varsovie et primat de Pologne. Il est vicaire à Rzeczyca, puis à Milanówek avant de séjourner de 1990 à 1997 en Biélorussie comme curé de communautés catholiques. À son retour il est affecté dans diverses paroisses de la périphérie de Varsovie, notamment à Otwock puis dans une paroisse rurale de la commune de Tłuszcz (église de Jasienica).
Parallèlement, il participe au Conseil de dialogue entre juifs et chrétiens, organisateur notamment de prières sur le site de l'ancien camp d'extermination de juifs de Varsovie à Treblinka.
Il prend publiquement des positions non conformes à celles de la hiérarchie sur divers sujets comme l'attitude de l'Église face à la persécution des Juifs durant l'Occupation, les cas de pédophilie dans le clergé, l'insémination in vitro, l'usage des contraceptifs, la place du catéchisme dans les écoles publiques ou la défense d'articles d'Adam Boniecki dans Tygodnik Powszechny attaqués par l'archevêque de Wrocław Mgr Wiesław Mering (pl). Il reçoit des avertissements canoniques de son évêque en 2012 et 2013 avant d'être interdit de publication puis suspendu en 2013. Wojciech Lemański fait appel de ces décisions auprès du Tribunal suprême de la Signature apostolique, mais n'obtient pas satisfaction et sa suspension est renouvelée en 2014.